# Dům zlomených srdcí

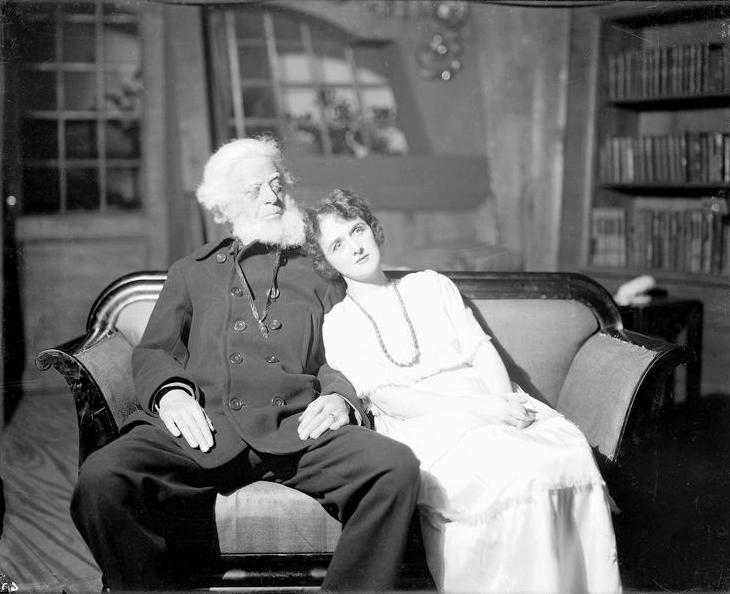

Dům zlomených srdcí (1917, Heartbreak House) je hořká společenská komedie anglického dramatika irského původu Georga Bernarda Shawa, nositele Nobelovy ceny za literaturu za rok 1925. Odráží se v ní Shawovy skeptické názory na historii a celé lidstvo vzniklé pod dojmem první světové války.
Podtitul hry Fantazie po ruském způsobu na anglické téma je odvozena od toho, že jde o shawovský protějšek k Plodům vzdělanosti Lva Nikolajeviče Tolstého a k Višňovému sadu Antona Pavloviče Čechova. Jde však také o moderní protějšek k Shakespearovu Králi Learovi.
Dům zlomených srdcí není jen venkovská vila learovsky pomateného, ale i zmoudřelého osmaosmdesátiletého námořního kapitána Shotovera. Tento hřbitov předválečných nadějí představuje Evropu plnou jednak kořistnických, jednak životně zemdlených a bezcílných lidí, milujících i nenávidících bez naděje a síly. Světlou výjimku tvoří nejmladší hrdina Helena Dunnová, zosobňující jako Shakespearova Kordélie mládí v jeho omylech, ale i v ryzosti a dychtivosti. Helena postupně odhazuje jak počáteční falešný romantismus, tak i pozdější egoistický racionalismus a přijímá životní moudrost stařičkého kapitána, že nejdůležitější je umění řídit loď – loď života.
V symbolickém závěru hry dopadají nedaleko domu letecké bomby a zabíjejí dva největší padouchy hry – finančního magnáta a drzého lupiče. Válka je tak chápána jako očista zkorumpovaného světa, která umožní rozmetat společnost velkých i malých kořistníků i zbytečných lidí a prorazit nové cesty na širé moře života.
Hru zfilmoval pod názvem Truchlivá netečnost v roce 1987 sovětský režisér Alexandr Sokurov.